# Anisodes sordidata
Anisodes sordidata là một loài bướm đêm trong họ Geometridae.